# Musée des coutumes et des traditions de Médenine
Le musée des coutumes et des traditions de Médenine est un musée privé situé à Médenine en Tunisie.

## Emplacement
Le musée se trouve dans Ksar Lobbeira au centre-ville de Médenine et occupe douze ghorfas. Il est inauguré en 2006.

## Collections
Les collections contiennent des costumes locaux ainsi que d'autres éléments de l'artisanat local dont des ustensiles de cuisine berbères, des instruments agricoles ou des objets de décoration. Des mises en scène sont également visibles dans ce musée pour illustrer la vie quotidienne de la région et de ses tribus. Il possède aussi une collection de pièces et de billets tunisiens et étrangers.